# 民主進歩党
民主進歩党（みんしゅしんぽとう、繁: 民主進步黨、拼音: Mínzhǔ Jìnbù Dǎng、台湾語: Bîn-tsú Tsìn-pōo Tóng、英語: Democratic Progressive Party、略称: DPP）は、中華民国（台湾）の政党。略称は民進党（みんしんとう）。イメージカラーは民主進歩党旗や党章にも使われている「緑」で、同党を指す用語としても使われている。中国国民党と共に二大政党制を形成している。現在は与党であり、泛緑連盟の中心政党でもある。

## 概要

### 成り立ち
国民党による一党独裁体制・戒厳令下で政党活動の自由が無かった1986年に、国民党に批判的な勢力（党外）が結集し、民主化を要求して設立された台湾史上初の野党である。
1989年に政党結成が解禁となって合法化されると、立法院、国民大会、地方で徐々に勢力を拡大して民主化改革を推進し、1994年には陳水扁台北市長を、1998年には謝長廷高雄市長を相次いで誕生させた。
2000年総統選挙では陳水扁が当選し、半世紀にわたる国民党独裁に終止符を打った。同年には民進党籍初の行政院長（首相）が誕生し、2001年立法委員選挙でも国民党を抜いて比較第一党となった。しかし、陳水扁政権の汚職スキャンダルが発覚したことで2008年立法委員選挙と2008年総統選挙で大敗し、与党の座を失った。
下野した直後に就任した蔡英文主席のもとで党の再建を図り、翌年からの補欠選挙などで連勝を重ねたが、初のダブル選挙である2012年の総統選挙・立法委員選挙では国民党に惜敗した。しかし、同年から馬英九政権への批判が強まり、2014年統一地方選挙では大勝。2016年の総統選挙・立法委員選挙では蔡英文が国民党に大差をつけ当選し、初めて立法院での過半数も獲得した。2020年の総統選挙と立法委員選挙でも蔡が再選され、立法院での過半数も維持した。
2024年の総統選挙・立法委員選挙では蔡の後継として頼清徳が当選し、直接選挙以来初めて同じ政党が3期連続で政権を維持したが、立法院では議席を減らし、過半数を維持することができなかった。

### 行動
党綱領（結成直後の1986年11月に制定、1991年に修正）で「台湾共和国の建設」を掲げている（いわゆる台湾独立綱領）。1990年代半ばから社会福祉や環境保護、反原発、人権、エスニシティなどリベラルな主張を掲げて国民党との対立軸を鮮明にするとともに、台湾独立問題でやや軟化し、1999年の党大会で、台湾はすでに主権が独立した国家であるとの現状認識に立ち、現状を変更する場合は必ず住民投票によって決定しなければならないとする「台湾前途に関する決議文」を採択した。
国民党の反対勢力を結集して成立した政党であるが故に、党内には多くの派閥が存在する。そもそもは「党外編輯作家聯誼会」（急進派）と「党外公共政策研究会」（穏健派）の2団体によって党が結成され、当初は「美麗島系」と「新潮流系」の2大派閥体制であったが、やがて海外独立派による「台独連盟」のほか、中間派の「正義連線」、「福利国連線」が相次いで生まれ、「美麗島系」も「新世紀」と「新動力」に分裂。こうして多派閥体制が形成されたが、現在は主義主張の違いはほとんどなく、党内権力闘争の手段になっているといわれている。
李登輝ら国民党本土派が離党して結成した台湾団結連盟とは、当初は友好関係にあったものの、やがて主張が近いことからライバル関係となり、陳水扁政権のスキャンダル発覚後は疎遠となった。ただし、総統時代の李登輝によって見出された蔡英文が主席となり、李登輝と民進党は再び接近、2012年総統選挙で蔡英文が立候補した際には李登輝が応援演説に駆け付けた。
親中派の国民党やその支持者らが民進党政権を批判をする際に民進党とその周辺のネットユーザーを指して「綠共（緑の共産党）」と表現することがある。国民党員がこの言葉を使う事が多いが、民進党は中国共産党とは正反対の台湾独立派であり、国民党員内にも「民進党はそのように呼ぶに値しない」と考える人もいる。

### 旧来支持層のリベラル政策優先への不満の台頭
民進党のルーツは1986年という国民党の独裁体制下で、台湾の民主化を要求する者たちを中心に草の根から始まったが、21世紀以降は「LGBTや脱原発、ジェンダーなどの問題に非常に高い関心を示す政党」「都市型のエリート政党」の面が強まっている。これは「理念よりも生活の改善を」という不満へつながり、2024年中華民国総統選挙で若年層の支持が減少した一因となっている。2024年の総統選挙では既存の二大政党に対する不満が拡大し、二党をポピュリズム的に批判する第三勢力である民衆党が一定の支持を集める原因となった。選挙後には蔡英文や頼清徳、蕭美琴が、台湾の若者世代に人気であるThreadsでアカウントを開設し、若者世代とのコミュニケーションの強化を図っている。

## 歴史

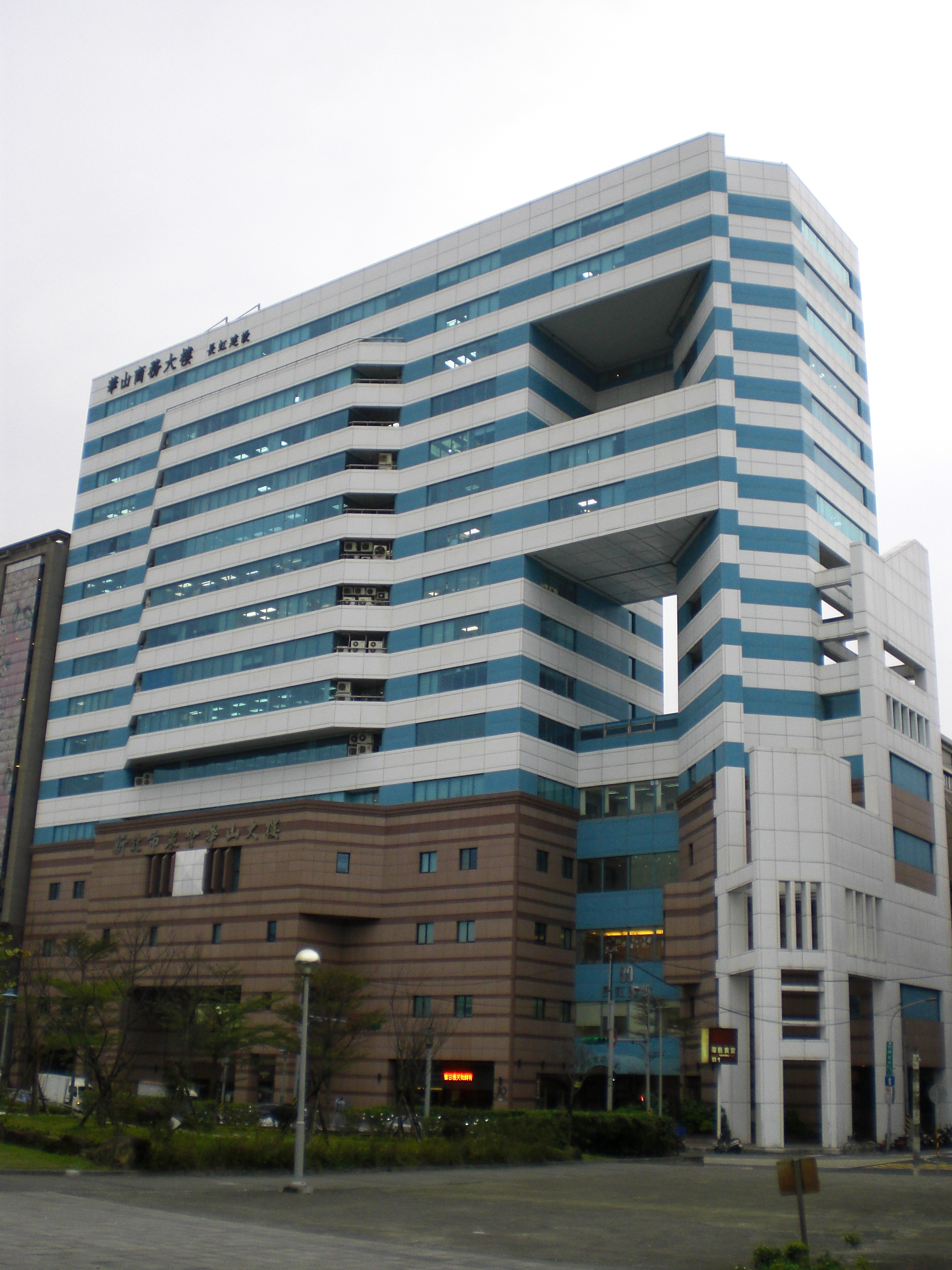
民進党本部がある華山商務大樓

### 党外活動時代
1949年の中華民国政府の台湾移転後、台湾の党外活動家は民主主義と自由を求めた活動を断続的に行っていた。1979年に発生した美麗島事件で党外運動は最高潮に達し、当局により施明徳・黄信介らの多数の活動家が逮捕・投獄された。1980年代、党外勢力は傅正の自宅などに集まり、活動のための組織化を開始した。
1986年9月28日、132人の党外活動家後援が台北市円山大飯店で開催されていた「党外後援会公認候補推薦大会組織」の席上突然結党が宣言され「民主進歩党」と命名された。結党当時は国民党の一党独裁および戒厳令の下で非合法とされたが、結党宣言に対し、当時の蔣経国総統は「民進党の結成は不法だが処罰はしない」とする方針を打ち出し、事実上黙認する姿勢をとった。1989年に合法化された。

### 野党時代
1986年に結党後初めての立法委員および国民大会代表選挙 で民進党は20%以上の票を獲得する。以降民進党は街頭デモを繰り返し、当局に対し戒厳令の解除、民主直接選挙の実施、公共政策の調整を主張した。初期の民進党は「本土政党（台湾在来政党）」、国民党を「外来政党」と位置づけていた。一方、デモなどの街頭活動により、「街頭党」と蔑視の意味を含めた名称で呼ばれることもあった。同年11月10日に開催された第1回全国党員代表大会では江鵬堅を主席に選出、台湾の前途は台湾により自由・自由・普遍・公正・平等の原則の下で決定されると規定する党綱領を採択した。
1987年、蔣経国により戒厳令が解除され、民進党は総統の直接選挙を主張した。この時期民進党は「四つのif」と称される決議文を採択し、国民党が台湾人の利益を損なう行為を行ったり、両岸統一などの4内容を実行する時、民進党は台湾独立を支持するとした。
1991年の第5回第1次全国代表大会で正式に台湾独立綱領と称される新しい党綱領を採択、その中で民進党の基本は住民自決の方法により独立自主的な台湾共和国の建国を目指すと明言し、台湾独立を主要な政治目標として掲げた。
1992年に行われた立法委員選挙では民進党は得票率33%、翌年の県市長選挙では得票率44%を獲得した。1994年の台北市長選挙では陳水扁は国民党候補の黄大洲と新党候補の趙少康に競り勝ち当選した。
1995年5月、施明徳は主席に就任後、過去の過激な言動と決別する方針転換を行う。同年9月には民進党政権下では台湾独立を行う必要はないと言及、12月14日には新党と「大和解」の前提のもと会談を行い、許信良は「大胆西進」として中国と現実的に向き合う現実路線を打ち出した。1996年総統選挙では、民進党は初期の台湾独立指導者である彭明敏を候補者に擁立したが、国民党の李登輝候補が当選。施明徳は主席を辞任した。
1997年県市長選挙では民進党は12県市で勝利したが、台北市長選挙では2期目を目指す陳水扁は、清廉なイメージで選挙戦略を展開したが、李登輝により新台湾人と評価された馬英九に敗れた。
1999年は翌年の総統選を考慮し民進党は基本政策に大きな変更を加えた。「台湾前途決議文」を採択し、台湾は既に独立国家であるが、国号は「中華民国」とすると現状追認の政策を発表し、中間層の取り込みを図った。同時に圧倒的な知名度を誇る陳水扁を総統候補に、美麗島事件にかかわり、当時桃園県長を務めていた呂秀蓮を副総統候補に指名した。ノーベル化学賞受賞者の李遠哲の支持を得るなど、連戦・宋楚瑜を破り当選、初めての政権交代を平和的に実現した。

### 陳水扁政権時代
民進党は政策実行経験と人材の不足から、与党としての地位を確立後、政治危機がたびたび発生した。政局の安定を図る陳水扁は国民党籍の国防部長唐飛を行政院長、游錫堃を副院長に指名したが、政権成立からわずか3ヵ月後には「八掌渓事件」が発生し、事件の処理に手間取った結果4人の作業員が死亡、游錫堃は自ら引責辞職し張俊雄が後任となった。
また「核四問題」では民進党は台湾の脱原発を政治理念としてきたが、原発推進派の唐飛がこの問題で行政院長を更迭され、張俊雄が後任に就任すると即時核四建設中止を発表。これが政治問題化し国民党により陳水扁に対する罷免要求に繋がった。民進党は妥協案として核四の建設続行を決定、これに反発する民進党内では前主席林義雄による反核四デモが発生した。またこの影響で株価が暴落するなど、経済的にも打撃を受けた民進党は、台湾独立志向の他勢力と緩やかな連合泛緑連盟を形成し政局を乗り切る政局運営が続いた。
対日関係では、8月28日を「台湾抗日記念日」とする検討部会を立ち上げたり、尖閣諸島を自国領土として土地登記するなど、積極的な姿勢を示した。
2004年の総統選挙では泛藍連盟の国民党主席連戦と親民党主席の宋楚瑜の選挙協力が成立、前回の選挙で票が割れた泛藍支持者の票を統合する選挙戦略を実施した。これにより選挙戦は激しいものとなり、民進党の再選が危機的な状況になった。しかし、2月28日の二二八事件記念日に行われた人間の鎖活動での盛り上がりなど、台湾独自性意識の高まりもあって、状況は民進党有利となり、最終的には得票率差わずか0.22%で陳水扁が再選された。
投票前日の3月19日の三・一九銃撃事件で陳水扁が負傷する事件も発生した。これについては野党（当時）国民党は「自作自演で、陳水扁有利に働いた」と主張している。しかし、民進党陣営はその可能性を否定している。「拳銃で殺さないで傷を負わせるような狙撃をすることは不可能であり、また、中立的な世論調査機関『山水民意調査中心』の事件後の調査でも事件により投票行動を変えた人はほとんどいないことが証明されている」などという理由である。
2004年末の立法委員選挙で、陳水扁は民進党が101議席で過半数を占める躍進を目指し、「台湾新憲法」や「軍購案」等の重要議題を次々に発表した。しかし最終的には2議席増加の89議席にとどまり、これにより主席職を辞任、柯建銘を代理主席とし、翌年1月27日に総統府秘書長蘇貞昌を後任主席に選出した。
この結果を受け、それまで協力関係に軋轢を生じていた総統府と民進党中央は和解の可能性を模索しはじめた。2005年2月高雄市長謝長廷を行政院院長に指名、「和解共生」で政府と党の団結を訴えた。また、2月24日には陳水扁は親民党主席の宋楚瑜と会談し、両岸関係、安全保障、台湾団結に関する10項目の共同声明を発表し政策協力を行うことを発表した。
2005年末の三合一選挙（統一地方選）では政局運営で問題続出の民進党に対し、民衆からの支持率が高い馬英九を主席とする国民党が巻き返しを図り、12月3日の投票の結果、当選は南部6県市にとどまり、長らく民進党の牙城とされていた台北県、宜蘭県の議席を失うなど、結党以来の大敗北となった。
選挙結果により蘇貞昌が主席職を引責辞職、代理として副総統の呂秀蓮が主席に就任するが、民進党内部からは呂の放言癖に対する反発が根強く、呂は辞任、2006年1月26日に新に游錫堃を選出して党内団結を図ろうとした。
その後、陳水扁が総統と兼任する形で主席となったが、2008年1月の立法委員選挙で定数113議席のうち27議席しか獲得できず大敗を喫し、陳は主席を辞任した（後任は謝長廷総統候補）。
さらに3月の総統選挙では党公認の謝長廷が国民党推薦の馬英九に敗れ、8年間続いた政権与党の座を失った。選挙結果を受け、謝候補は党主席の辞任を表明した。

### 2度目の野党時代

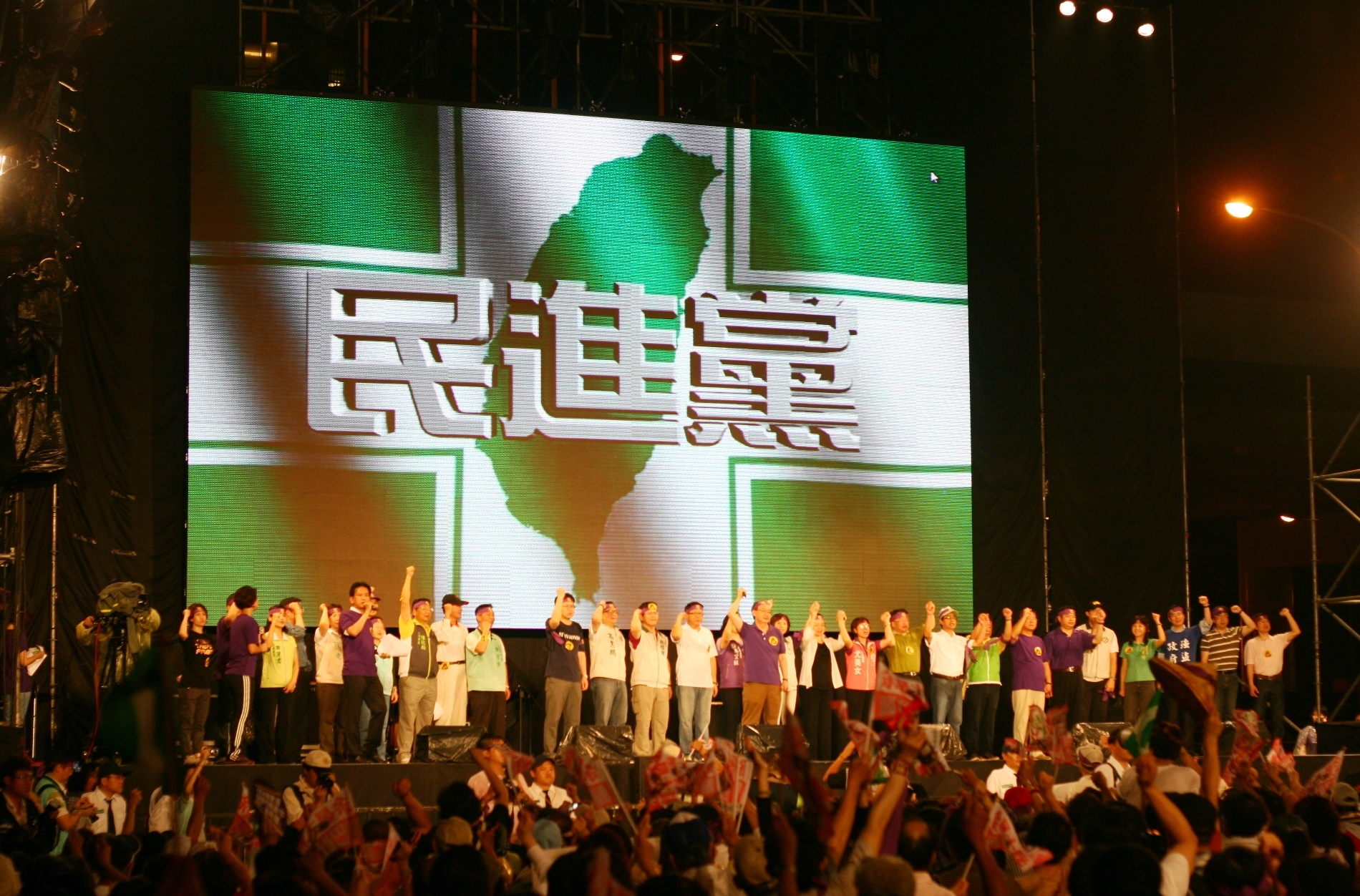
2012年5月19日に行われた反馬英九集会

総統選挙後の2008年5月、民進党は党主席選挙を行い、国民党・李登輝政権下で行政院大陸委員会委員などを務めていた蔡英文を党主席に選出、党のイメージ回復を図った。立法委員の補欠選挙で連勝を重ねて徐々に党勢を回復、2010年11月に5つの直轄市で実施された地方選挙では台南市と高雄市で候補を当選させ、総得票数では国民党を上回ったが、蔡主席が出馬した新北市長選挙では惜敗した。
蔡英文は2012年中華民国総統選挙でも馬英九総統の再選を阻止できず、2月末で党主席を辞任することが決まった。ダブル選挙となった第八回中華民国立法委員選挙では現有議席を上回る40議席を獲得したが、与党国民党を過半数割れに追い込むことができなかった。民進党は蔡英文の辞意表明を受け2月22日に陳菊高雄市長を代理主席に選出、2012年5月27日に行われた党主席選挙で元行政院長である蘇貞昌を主席に選出した。

### 2度目の政権獲得・蔡英文政権時代
蘇首席の任期満了に伴って2014年5月に行われた主席選挙では、前主席の蔡英文が返り咲きを果たした。同年11月に行われた統一地方選挙では、激戦となった直轄市の市長選挙（6市）において、4市で国民党を制したほか、台北で同党が支持した無所属候補である柯文哲が当選するなど、躍進を果たした。
2016年中華民国総統選挙でも民進党の勢いは続いた。蔡英文は選挙戦中の2015年11月の時点で国民党の朱立倫候補に対し支持率で大幅にリードし、1月の投票では国民党の朱候補に300万票の差を付けて圧勝した。同時に行われた立法院選挙でも初めて過半数を制した。
2016年の政権獲得後、蔡英文政権は中国との緊張関係が続いたことなどから支持を失い、2018年の統一地方選挙では民進党が大敗したため、蔡英文は党首辞任に追い込まれ、2020年の総統再選が危ぶまれる状態となった。
しかし、2019年に入って香港の民主化運動が当局によって弾圧されたのを見た台湾の有権者の心情が変化し、結果的に2020年中華民国総統選挙では、中国に対して強い態度で臨むことを主張した蔡英文が国民党の韓国瑜候補に対して約220万票差を付けて圧勝し、同時に行われた立法院選挙でも過半数を維持した。
2022年の統一地方選挙で民進党は再び大敗し、蔡英文は辞任したため、2023年1月に頼清徳が新しい党主席に選出された。

## 派閥
民進党は、元来、反国民党勢力の寄せ集め的な性格が強く（各地方に散らばっていた党外活動家を「党名のない党」＝「党外」の名のもとに結集させたのがルーツ）、各人の立場や思想的な傾向は一枚岩ではない。1986年9月28日の結党時点でも、「美麗島系」と「新潮流系」の2大勢力、そしてそれ以外の中間勢力が既に存在していた。
1990年代になると、反体制活動家の「ブラックリスト」の廃止（1992年）に伴い海外の台独連盟の主要勢力が順次帰国し、その活動家が民進党に合流した。また、美麗島事件で被告の弁護を担当した弁護士らを中心とする中間勢力の中から「正義連線」および「福利国連線」の2派が形成された。これらの動きがあり、従来の3派が5派へと拡大した。さらに1997年に泛美麗島系が「美麗島系」、「新動力系」、「新世紀系」の3派に分裂し、党内主要派閥は7派となった。なお、当時は「台独連盟」「新潮流系」「福利国連線」の3つのグループが「台湾独立」に急進的な同盟をなし、「正義連線」と「泛美麗島系」の各派は「台湾独立」に穏健的な同盟をなしていた。
その後派閥整理再編の動きが生じており、2004年では「新潮流系」と「正義連線」「福利国連線」で党内3大派閥を形成していた（最大派閥は新潮流系）。
2006年7月23日の党大会で、党内派閥活動の禁止が決議されたため、表向き従来のような派閥事務所を閉鎖、派閥会合はできなくなっているが、2010年代以降に派閥対立が再び激化する動きが見られる。

### 主な派閥
2020年現在の大きな派閥が6個ある。現存の最大派閥は新潮流系、党内2位以降は英系（蔡英文派）、正国会、蘇系、海派、緑色友誼連線が挙げられる。
- 新潮流系（中国語版）（新系）：党外雑誌『新潮流』を源流とする派閥。代表人物は呉乃仁、邱義仁、林濁水、陳菊、頼清徳。当初は社会運動や労働組合などを通じて勢力を拡大する路線を提唱していた[32]。2020年時点では党内の蘇系・緑色友誼連線と協力関係にあり、党内で最大の派閥である[33][34]。2024年の総統選挙で当選した頼清徳の派閥である[13]。
- 英系（中国語版）（蔡英文派）：2008年当時に蔡英文の民主進歩党主席選挙への出馬を支持することにより結成した派閥。代表人物は陳明文、蔡英文、蘇嘉全[35]。2022年初までは正国会と協力関係にあったが[36]、その後に関係解消した[37]。2024年時点でも蔡英文総統支持派として存在[13]。
- 正常国家促進会（中国語版）（正国会）：旧正義連線の後継派閥。代表人物は游錫堃、林佳龍。2022年初頭までは英系と協力関係にあったが[36]、その後に協力関係を解消した[37]。
- 蘇系（中国語版）：旧福利国連線の後継派閥。代表人物は蘇貞昌、蘇巧慧。2020年時点では党内の新系・緑色友誼連線と協力関係にある派閥[33]。
- 海派（中国語版）（湧言会）：謝長廷の友人、三立電視の取締役林崑海（ただし林本人は民主進歩党党員でない）が設立した派閥。代表人物は王定宇。2010年代に党内勢力が拡大し、2016年の謝長廷の駐日代表就任以降は謝系を吸収した[38]。
- 緑色友誼連線（中国語版）：2004年に成立した旧美麗島系の後継派閥。代表人物は陳勝宏、何志偉。2020年時点では党内の新系・蘇系と協力関係にある派閥[33]。

### 事実上含む解散・被吸収
- 美麗島系（中国語版）：党外雑誌『美麗島』を源流とする派閥。美麗島事件の当事者が多い。代表人物は黄信介、許信良、康寧祥（中国語版）、林正杰（中国語版）、張俊宏（中国語版）、許栄淑（中国語版）、郭正亮。当初は選挙を通じて議会で勢力を拡大する路線を提唱していた。1997年の派閥分裂の結果、2005年時点で影響力はほとんどなくなったと報道されている[32]。後継派閥は「新世紀系」「新動力系」。
- 福利国連線（中国語版）：結党時期の第三勢力からなる派閥で、美麗島事件の担当弁護士出身の人物が多い[32]。代表人物は張俊雄、謝長廷、蘇貞昌、蘇嘉全、卓栄泰。2006年に解散した[39]。後継派閥は下記の「主流連盟」、「謝系」。
- 正義連線（中国語版）：結党時期の第三勢力からなる派閥で、美麗島事件の担当弁護士出身の人物が多い。代表人物は陳水扁、許添財。陳水扁が総統を務めた時には勢力の拡大を見せたが[32][40]、任期中の2006年に陳の意向により解散した[41]。のちに後継派閥は、下記の「一辺一国連線」。
- 台独連盟：海外で活躍していた台湾独立建国連盟の参加者からなる派閥であり、メンバーに1988年以降に台湾に帰国した人が多い。代表人物は李応元（中国語版）。2000年以降は「新潮流系（2024年時点最大派閥）」、「福利国連線（「主流連盟」、「謝系」）」もしくは「正義連線（陳水扁の派閥）」に分割されて消滅した[32]。
- 新世紀系：1997年に美麗島系が分裂してから成立した派閥。2005年2月10日時点の派閥の代表人物は張俊宏（中国語版）[32]。
- 新動力系：1997年に美麗島系が分裂してから成立した派閥。2005年2月10日時点の派閥の代表人物は許栄淑（中国語版）[32]。
- 主流連盟：2006年に解散した「福利国連線」の後継派閥の一つ。同年に結成された。代表人物は蔡同栄（2014年死亡）。
- 一辺一国連線：上記の「正義連線」の後継派閥。代表人物は陳唐山、陳致中。2014年11月時点で陳水扁前総統（2000年–2008年）の汚職事件について、無実を主張[42]。
- 謝系：旧福利国連線の後継派閥の一つ。代表人物は謝長廷。党内の正国会とは協力関係にあった派閥。2016年の謝長廷の駐日代表就任以降は海派へ合流消滅[38]。

## 組織

### 組織概要
民主進歩党全国代表大会は党の最高意思決定機関であり、年1回中央執行委員会を招集して、党の綱領や党章を改定し、中央執行委員会委員などを選挙、或いは罷免する。中央執行委員会は常設の執行機関で、主席を含む35人の委員から構成され、中央執行委員会の委員を何人確保するかは党内各派の党争の焦点であり、中央執行委員の内14人は中央常務委員に兼任する。

#### 党主席
党主席は党員の直接選挙で選任され、任期2年、1回のみ再任が可能。自ら辞任しない限り、総統が党首を兼任するという党内ルールが存在する。中央評議委員会は党の全国代表大会で選出された11人の委員から構成され、党務を監督する。党中央部の下に国際事務部（中国事務部は2007年8月1日付けで国際事務部に吸収合併）、組織普及部、文化宣伝部、社会発展部、扶助発展部、青年発展部、族群事務部の8個の部と、財務委員会、政策委員会の2個の委員会と、世論調査センターと“台湾民主学校”を設置している。民進党は海外支部や地方支部などの下部組織を設立している。
党員数は2006年の54万4515人をピークに漸減傾向にあり、2009年現在45万8551人。

## 選挙記録

### 総統選挙
| 民主進歩党候補の県市別得票率 |

| 民主進歩党候補の郷鎮市区得票率 |

| 年度 | 選挙                   | 総統候補 | 総統候補 | 副総統候補       | 副総統候補 | 得票数    | 得票率 | 当選 |
| ---- | ---------------------- | -------- | -------- | ---------------- | ---------- | --------- | ------ | ---- |
| 1996 | 第9期総統・副総統選挙  |          | 彭明敏   |                  | 謝長廷     | 2,274,586 | 21.10% |      |
| 2000 | 第10期総統・副総統選挙 | 陳水扁   | 呂秀蓮   | 4,977,737        | 39.30%     |           |        |      |
| 2004 | 第11期総統・副総統選挙 | 陳水扁   | 呂秀蓮   | 6,471,970        | 50.11%     |           |        |      |
| 2008 | 第12期総統・副総統選挙 | 謝長廷   | 蘇貞昌   | 5,444,949        | 41.55%     |           |        |      |
| 2012 | 第13期総統・副総統選挙 | 蔡英文   | 蘇嘉全   | 6,093,578        | 45.63%     |           |        |      |
| 2016 | 第14期総統・副総統選挙 | 蔡英文   |          | 陳建仁（無所属） | 6,894,744  | 56.12%    |        |      |
| 2020 | 第15期総統・副総統選挙 | 蔡英文   |          | 頼清徳           | 8,170,231  | 57.13%    |        |      |
| 2024 | 第16期総統・副総統選挙 | 頼清徳   | 蕭美琴   | 5,586,019        | 40.05%     |           |        |      |

### 立法委員選挙
| 年度 | 選挙               | 区域得票率 （選挙区） | 政党得票率 （比例代表） | 得票率 | 当選者数 | 定数 | 議席占有率 |
| ---- | ------------------ | --------------------- | ----------------------- | ------ | -------- | ---- | ---------- |
| 1992 | 第2回立法委員選挙  |                       |                         | 31.03% | 51       | 161  | 31.67%     |
| 1995 | 第3回立法委員選挙  | 33.17%                | 54                      | 164    | 32.92%   |      |            |
| 1998 | 第4回立法委員選挙  | 29.56%                | 70                      | 225    | 31.11%   |      |            |
| 2001 | 第5回立法委員選挙  | 33.38%                | 87                      | 225    | 38.67%   |      |            |
| 2004 | 第6回立法委員選挙  | 35.72%                | 89                      | 225    | 39.56%   |      |            |
| 2008 | 第7回立法委員選挙  | 38.17%                | 36.91%                  |        | 27       | 113  | 23.89%     |
| 2012 | 第8回立法委員選挙  | 44.45%                | 34.62%                  | 40     | 35.40%   | 113  |            |
| 2016 | 第9回立法委員選挙  | 45.08%                | 44.06%                  | 68     | 60.17%   | 113  |            |
| 2020 | 第10回立法委員選挙 | 45.60%                | 33.98%                  | 61     | 53.98%   | 113  |            |
| 2024 | 第11回立法委員選挙 | 44.73%                | 36.16%                  | 51     | 45.13%   | 113  |            |

### 地方選挙
| 年度 | 選挙                        | 得票率 | 当選者数 | 改選者数 | 当選者率 |
| ---- | --------------------------- | ------ | -------- | -------- | -------- |
| 1989 | 第11回県市長選挙            | 38.34% | 6        | 21       | 28.57%   |
| 1993 | 第12回県市長選挙            | 41.03% | 6        | 23       | 26.09%   |
| 1994 | 第1回省市長選挙             | 38.90% | 1        | 3        | 33.33%   |
| 1997 | 第13回県市長選挙            | 43.12% | 12       | 23       | 52.17%   |
| 1998 | 第2回直轄市長選挙           | 47.30% | 1        | 2        | 50.00%   |
| 2001 | 第14回県市長選挙            | 45.27% | 9        | 23       | 39.13%   |
| 2002 | 第3回直轄市長選挙           | 42.95% | 1        | 2        | 50.00%   |
| 2005 | 第15回県市長選挙            | 41.95% | 6        | 23       | 26.09%   |
| 2006 | 第4回直轄市長選挙           | 45.15% | 1        | 2        | 50.00%   |
| 2009 | 第16回県市長選挙            | 45.32% | 4        | 17       | 23.53%   |
| 2010 | 第5回直轄市長選挙           | 49.87% | 2        | 5        | 40.00%   |
| 2014 | 第1回直轄市長及び県市長選挙 | 47.55% | 13       | 22       | 59.09%   |
| 2018 | 第2回直轄市長及び県市長選挙 | 39.16% | 6        | 22       | 27.27%   |
| 2022 | 第3回直轄市長及び県市長選挙 | 41.57% | 5        | 22       | 22.73%   |

## 交通アクセス
- 台北捷運南港線善導寺駅出口より徒歩5分。